# Paracroton integrifolius
Paracroton integrifolius är en törelväxtart som först beskrevs av Airy Shaw, och fick sitt nu gällande namn av Nambiyath Puthansurayil Balakrishnan och Tapas Chakrabarty. Paracroton integrifolius ingår i släktet Paracroton och familjen törelväxter. Inga underarter finns listade i Catalogue of Life.

## Bildgalleri

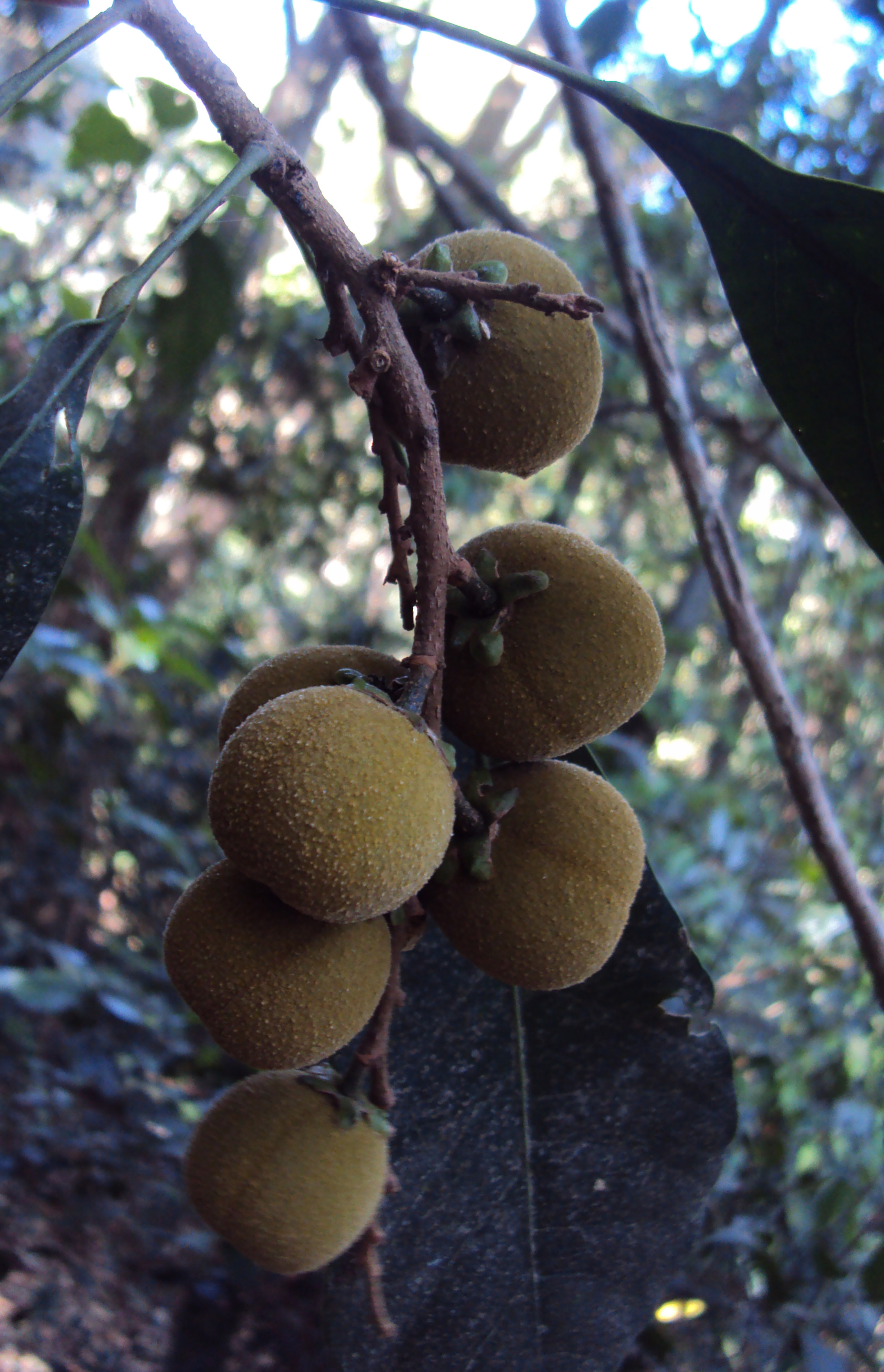